# Чуїця Крчевина
44°49′ пн. ш. 15°40′ сх. д. / 44.82° пн. ш. 15.66° сх. д.
Чуїця Крчевина (хорв. Čujića Krčevina) — населений пункт у Хорватії, в Лицько-Сенській жупанії у складі громади Плитвицька Єзера.

## Населення
Населення за даними перепису 2011 року становило 8 осіб.
Динаміка чисельності населення поселення:

## Клімат
Середня річна температура становить 7,63 °C, середня максимальна – 20,98 °C, а середня мінімальна – -7,28 °C. Середня річна кількість опадів – 1372 мм.
| Клімат поселення                              | Клімат поселення | Клімат поселення | Клімат поселення | Клімат поселення | Клімат поселення | Клімат поселення | Клімат поселення | Клімат поселення | Клімат поселення | Клімат поселення | Клімат поселення | Клімат поселення | Клімат поселення |
| Показник                                      | Січ.             | Лют.             | Бер.             | Квіт.            | Трав.            | Черв.            | Лип.             | Серп.            | Вер.             | Жовт.            | Лист.            | Груд.            |                  |
| Середній максимум, °C                         | 5,18             | 5,74             | 8,70             | 12,64            | 17,65            | 20,98            | 20,89            | 20,34            | 16,57            | 12,47            | 7,28             | 3,57             |                  |
| Середня температура, °C                       | −1,05            | −0,49            | 2,46             | 6,43             | 11,42            | 14,76            | 17,04            | 16,49            | 12,74            | 8,63             | 3,45             | −0,28            |                  |
| Середній мінімум, °C                          | −7,28            | −6,72            | −3,75            | 0,19             | 5,19             | 8,51             | 13,20            | 12,63            | 8,88             | 4,78             | −0,4             | −4,14            |                  |
| Норма опадів, мм                              | 94               | 98               | 102              | 117              | 104              | 108              | 82               | 95               | 130              | 144              | 165              | 133              |                  |
| Середньомісячна швидкість вітру, м/с          | 2.03             | 2.13             | 2.41             | 2.33             | 2.18             | 1.93             | 1.90             | 1.80             | 1.86             | 2.01             | 2.16             | 2.23             |                  |
| Середньомісячна сонячна радіація, кДж/м²·день | 4583             | 7262             | 10705            | 15090            | 19182            | 21069            | 22634            | 19490            | 14438            | 9360             | 5028             | 3824             |                  |
| --------------------------------------------- | ---------------- | ---------------- | ---------------- | ---------------- | ---------------- | ---------------- | ---------------- | ---------------- | ---------------- | ---------------- | ---------------- | ---------------- | ---------------- |
| Джерело:                                      |                  |                  |                  |                  |                  |                  |                  |                  |                  |                  |                  |                  |                  |